# Sekyere Afram Plains
Sekyere Afram Plains är ett distrikt i Ghana.   Det ligger i regionen Ashantiregionen, i den centrala delen av landet, 190 km nordväst om huvudstaden Accra.